# ワレリー・デュディン
ワレリー・デュディン（Valery Dudin（1963年8月20日 - ）は、ソビエト連邦のリュージュ選手である。1980年代に活躍し、1984年サラエボオリンピック男子一人乗りで銅メダルを獲得した。